# Championnat de Gibraltar de football 2017-2018
Navigation
Saison 2016-2017 Saison 2018-2019
La saison 2017-2018 de la Premier Division est la cent-quinzième édition de la première division gibraltarienne. Organisée par la Gibraltar Football Association, elle prend place du 25 septembre 2017 au 3 juin 2018.
Les dix meilleurs clubs du territoire sont regroupés au sein d'une poule unique où ils s'affrontent à trois reprises pour un total de 135 matchs, l'intégralité de ceux-ci se déroulant au Victoria Stadium.
En fin de saison, le premier au classement est sacré champion de Gibraltar et se qualifie pour le tour préliminaire de la Ligue des champions 2018-2019 tandis que le deuxième du championnat et le vainqueur de la Coupe de Gibraltar 2017-2018 se qualifient pour le tour préliminaire de la Ligue Europa 2018-2019, la place de la Coupe pouvant être reversée à la troisième place si le vainqueur s'est déjà qualifié pour une compétition européenne d'une autre manière. Le dernier au classement est quant à lui directement relégué en deuxième division et remplacé par le champion de cette division, tandis que l'avant-dernier affronte le second de deuxième division lors d'un barrage de relégation.
Elle voit le Lincoln Red Imps remporter son vingt-troisième titre de champion de Gibraltar, succédant à l'Europa FC qui termine quant à lui deuxième du championnat tandis que le Saint Joseph's FC termine troisième. Le premier se qualifiant pour la Ligue des champions 2018-2019 tandis que les deux autres prendront part à la Ligue Europa 2018-2019. À l'autre bout du classement, le Manchester 62 termine quant à lui dernier du championnat et est relégué en deuxième division tandis que le Lynx FC termine avant-dernier et barragiste.

## Équipes participantes
Un total de dix équipes prennent part à la compétition, neuf d'entre elles étant déjà présentes la saison précédente, auxquelles s'ajoutent le promu Gibraltar Phoenix, champion de deuxième division, qui remplace l'Europa Point, lanterne rouge du dernier championnat.
En plus de sa participation au championnat, l'Europa FC prend également part à la Ligue des champions 2017-2018 tandis que le Lincoln Red Imps et le Saint Joseph's FC participent quant à eux à la Ligue Europa 2017-2018.
Légende des couleurs
- Premier tour de qualification de la Ligue des champions 2017-2018
- Premier tour de qualification de la Ligue Europa 2017-2018
- Promu de deuxième division 2016-2017

| Club                 | Classement 2016-2017 | Entraîneur                   | Depuis |
| -------------------- | -------------------- | ---------------------------- | ------ |
| Europa FC            | 1er                  | Juan José Gallardo (intérim) | 2018   |
| Lincoln Red Imps FC  | 2e                   | Yiyi Perez (intérim)         | 2018   |
| Saint Joseph's FC    | 3e                   | Raul Procopio                | 2016   |
| Glacis United FC     | 4e                   | Mariano Marcos Garcia        | 2017   |
| Mons Calpe SC        | 5e                   | Luis Manuel Blanco           | 2018   |
| Lynx FC              | 6e                   | Albert Parody                | 2018   |
| Gibraltar United FC  | 7e                   | Manolo Nuñez Sánchez         | 2016   |
| Lions Gibraltar FC   | 8e                   | Rafael Bado                  | 2016   |
| Manchester 62 FC     | 9e                   | Kiko Prieto                  | 2017   |
| Gibraltar Phoenix FC | 1er (D2)             | Albert Ferri                 | 2018   |

### Changements d'entraîneur
| Club                 | Entraîneur partant   | Motif du départ           | Date de départ   | Position   | Entraîneur arrivant          | Date d'arrivée   |
| -------------------- | -------------------- | ------------------------- | ---------------- | ---------- | ---------------------------- | ---------------- |
| Lynx FC              | Albert Parody        | Démission                 | 2 juin 2017      | Pré-saison | Allen Bula                   | 2 juin 2017      |
| Glacis United FC     | Manuel Jimenez Perez | Démission                 | 15 juin 2017     | Pré-saison | Mariano Marcos Garcia        | 9 juillet 2017   |
| Gibraltar Phoenix FC | Albert Ferri         | Démission                 | 9 juillet 2017   | Pré-saison | Jaime Molina                 | 9 juillet 2017   |
| Europa FC            | Juan José Gallardo   | Devient directeur sportif | 24 juillet 2017  | Pré-saison | Jonathan Parrado             | 24 juillet 2017  |
| Mons Calpe SC        | Mauro Ardizzone      | Consentement mutuel       | 14 août 2017     | Pré-saison | Albert Ferri                 | 14 août 2017     |
| Lynx FC              | Allen Bula           | Renvoi                    | 27 octobre 2017  | 10e        | Albert Parody (intérim)      | 27 octobre 2017  |
| Mons Calpe SC        | Albert Ferri         | Renvoi                    | 4 décembre 2017  | 8e         | Luis Manuel Blanco           | 9 janvier 2018   |
| Gibraltar Phoenix FC | Jaime Molina         | Renvoi                    | 13 décembre 2017 | 7e         | José Carlos Tello            | 13 décembre 2017 |
| Lynx FC              | Albert Parody        | Fin de l'intérim          | 24 janvier 2018  | 9e         | Daniel Peluas                | 24 janvier 2018  |
| Lynx FC              | Daniel Peluas        | Consentement mutuel       | 18 février 2018  | 9e         | Albert Parody                | 19 février 2018  |
| Gibraltar Phoenix FC | Sergio Mena          | Renvoi                    | 18 mars 2018     | 8e         | Albert Ferri                 | 19 mars 2018     |
| Lincoln Red Imps FC  | Julio Ribas          | Consentement mutuel       | 9 avril 2018     | 1er        | Yiyi Perez (intérim)         | 21 avril 2018    |
| Europa FC            | Jonathan Parrado     | Renvoi                    | 21 mai 2018      | 2e         | Juan José Gallardo (intérim) | 21 mai 2018      |

## Compétition

### Format et règlement
Dix équipes prennent part à la compétition. Chacune d'entre elles s'affronte à trois reprises pour un total de vingt-sept matchs disputés pour chacune. Tous les matchs sont joués au Victoria Stadium de Gibraltar. Une victoire apporte trois points, un match nul un point tandis qu'une défaite n'en apporte aucun.
Les critères de départage des équipes sont d'abord le nombre de points inscrits, suivi de la différence de buts générale, le nombre de buts inscrits, les confrontations directes. Si l'égalité persiste, un match d'appui est disputé pour séparer les deux équipes.
Le premier au classement à l'issue de la saison est désigné champion de Gibraltar et se qualifie pour la Supercoupe, où il affronte soit le vainqueur de la Coupe de Gibraltar, soit son dauphin en championnat s'il a également remporté la coupe. Dans le même temps, le dernier du championnat est relégué en deuxième division tandis que l'avant-dernier dispute un barrage de relégation face au deuxième de cette même division.
Le vainqueur du championnat obtient également une place pour le tour préliminaire de la Ligue des champions 2018-2019, tandis que son dauphin est qualifié pour le tour préliminaire de la Ligue Europa 2018-2019, accompagné soit du vainqueur de la Coupe soit du troisième en championnat si celui-ci s'est déjà qualifié pour une compétition européenne d'une autre façon.
Chaque équipe peut enregistrer entre dix-sept et vingt-cinq joueurs pour la saison. Les restrictions sont la présence d'au moins deux gardiens de but, trois joueurs formés sur le territoire de Gibraltar et une limitation à trois joueurs non-issus de l'Union européenne. Au début de chaque rencontre, au moins trois joueurs gibraltariens doivent être présents sur la feuille de match, c'est-à-dire soit sur le terrain soit sur le banc des remplaçants, et au moins un de ces joueurs doit évoluer sur le terrain à tout moment de la rencontre, sauf en cas de blessure impossible à remplacer. De plus, les joueurs de moins de seize ans n'ont pas le droit d'évoluer dans la compétition.

### Classement
| \| Rang \| Équipe \| Pts \| J \| G \| N \| P \| Bp \| Bc \| Diff \| \| ---- \| ---------------------- \| --- \| -- \| -- \| - \| -- \| -- \| -- \| ---- \| \| 1 \| Lincoln Red Imps FC S \| 65 \| 27 \| 21 \| 2 \| 4 \| 71 \| 19 \| +52 \| \| 2 \| Europa FC T C \| 60 \| 27 \| 19 \| 3 \| 5 \| 67 \| 20 \| +47 \| \| 3 \| Saint Joseph's FC \| 54 \| 27 \| 17 \| 3 \| 7 \| 53 \| 30 \| +23 \| \| 4 \| Gibraltar United FC \| 53 \| 27 \| 16 \| 5 \| 6 \| 45 \| 27 \| +18 \| \| 5 \| Mons Calpe SC \| 44 \| 27 \| 14 \| 2 \| 11 \| 48 \| 35 \| +13 \| \| 6 \| Gibraltar Phoenix FC P \| 30 \| 27 \| 8 \| 6 \| 13 \| 34 \| 47 \| -13 \| \| 7 \| Glacis United FC \| 26 \| 27 \| 7 \| 5 \| 15 \| 34 \| 44 \| -10 \| \| 8 \| Lions Gibraltar FC \| 23 \| 27 \| 6 \| 5 \| 16 \| 27 \| 63 \| -36 \| \| 9 \| Lynx FC \| 22 \| 27 \| 6 \| 4 \| 17 \| 22 \| 48 \| -26 \| \| 10 \| Manchester 62 FC \| 7 \| 27 \| 0 \| 7 \| 20 \| 20 \| 88 \| -68 \| | Qualifications européennes - 1er : Tour préliminaire en Ligue des champions 2018-2019 - C et 3e : Tour préliminaire en Ligue Europa 2018-2019 Relégations - 9e : Barrage de relégation en Second Division 2018-2019 - 10e : Relégation en Second Division 2018-2019 Abréviations - T : Tenant du titre - C : Vainqueur de la Rock Cup 2017-2018 - S : Vainqueur de la Pepe Reyes Cup 2017-2018 - P : Promu de Second Division 2017-2018 |     |    |    |   |    |    |    |      |
| Rang | Équipe | Pts | J  | G  | N | P  | Bp | Bc | Diff |
| 1 | Lincoln Red Imps FC S | 65  | 27 | 21 | 2 | 4  | 71 | 19 | +52  |
| 2 | Europa FC T C | 60  | 27 | 19 | 3 | 5  | 67 | 20 | +47  |
| 3 | Saint Joseph's FC | 54  | 27 | 17 | 3 | 7  | 53 | 30 | +23  |
| 4 | Gibraltar United FC | 53  | 27 | 16 | 5 | 6  | 45 | 27 | +18  |
| 5 | Mons Calpe SC | 44  | 27 | 14 | 2 | 11 | 48 | 35 | +13  |
| 6 | Gibraltar Phoenix FC P | 30  | 27 | 8  | 6 | 13 | 34 | 47 | -13  |
| 7 | Glacis United FC | 26  | 27 | 7  | 5 | 15 | 34 | 44 | -10  |
| 8 | Lions Gibraltar FC | 23  | 27 | 6  | 5 | 16 | 27 | 63 | -36  |
| 9 | Lynx FC | 22  | 27 | 6  | 4 | 17 | 22 | 48 | -26  |
| 10 | Manchester 62 FC | 7   | 27 | 0  | 7 | 20 | 20 | 88 | -68  |

### Résultats
| Résultats (▼dom., ►ext.) | EFC | GIP | GIU | GLA | LIN | LGI | LYN | MAN | MCA | SJO | EFC | GIP | GIU | GLA | LIN | LGI | LYN | MAN | MCA | SJO |
| Europa FC                |     | 3-1 | 4-0 | 2-1 | 1-1 | 0-1 | 2-0 | 4-1 | 3-0 | 2-0 |     |     | 2-1 | 2-0 |     |     | 1-2 |     | 1-0 |     |
| Gibraltar Phoenix FC     | 3-3 |     | 0-1 | 1-0 | 0-5 | 1-0 | 0-1 | 1-1 | 1-1 | 0-1 | 0-8 |     |     |     | 0-2 | 5-2 |     | 2-0 |     |     |
| Gibraltar United FC      | 2-0 | 2-2 |     | 4-1 | 0-1 | 3-1 | 2-0 | 2-1 | 3-1 | 3-1 |     | 2-1 |     |     | 3-1 | 2-0 | 1-0 |     |     | 1-1 |
| Glacis United FC         | 1-2 | 1-1 | 2-0 |     | 0-3 | 6-2 | 0-0 | 6-4 | 1-0 | 0-3 |     | 1-2 | 0-3 |     |     |     | 3-0 |     | 0-2 |     |
| Lincoln Red Imps FC      | 3-1 | 1-0 | 4-0 | 4-0 |     | 3-1 | 2-0 | 3-0 | 1-3 | 2-0 | 0-0 |     |     | 1-0 |     | 7-1 |     | 6-0 |     | 0-3 |
| Lions Gibraltar FC       | 2-1 | 1-6 | 0-0 | 0-1 | 1-4 |     | 0-0 | 2-2 | 2-1 | 0-2 | 0-5 |     |     | 0-0 |     |     |     | 0-0 | 0-2 | 0-3 |
| Lynx FC                  | 0-3 | 2-1 | 0-0 | 3-1 | 0-4 | 0-3 |     | 0-0 | 0-5 | 1-3 |     | 0-2 |     |     | 0-1 | 0-1 |     | 9-0 |     |     |
| Manchester 62 FC         | 0-2 | 1-1 | 1-1 | 1-1 | 1-3 | 2-4 | 1-2 |     | 0-3 | 1-2 | 0-9 |     | 0-4 | 0-6 |     |     |     |     | 0-3 | 0-5 |
| Mons Calpe SC            | 0-1 | 1-2 | 1-3 | 2-1 | 0-1 | 3-1 | 3-0 | 4-2 |     | 3-1 |     | 1-0 | 2-1 |     | 0-6 |     | 5-0 |     |     | 2-4 |
| Saint Joseph's FC        | 0-1 | 3-1 | 0-1 | 1-0 | 4-2 | 4-2 | 2-1 | 3-1 | 0-0 |     | 1-4 | 3-0 |     | 1-1 |     |     | 2-1 |     |     |     |

### Barrage de relégation
À la fin de la saison, un match de barrage oppose le neuvième de première division au second de deuxième division. Le Lynx FC, avant-dernier du championnat, se voit donc confronté au FC Olympique Gibraltar 13, vice-champion de Second Division. Le club de première division l'emporte sur le score de 2-0 et se maintient en première division.
| 8 juin 2018 | Lynx FC (I) | 2 - 0   | (II) FC Olympique Gibraltar 13 |                  |                  |
| 20h00       |             | (0 - 0) |                                | Victoria Stadium | Victoria Stadium |

### Leader par journée
La frise suivante montre l'évolution des équipes ayant successivement occupé la première place. Le Lincoln Red Imps occupe perpétuellement la première place du début à la fin de la saison.

### Lanterne rouge par journée
La frise suivante montre l'évolution des équipes ayant successivement occupé la dernière place. Dans un premier occupée principalement par le Lynx FC, la place de lanterne rouge est finalement occupée par le Manchester 62 de façon perpétuelle à partir de la dixième journée jusqu'à la fin de la saison.

## Parcours en compétitions européennes

### Parcours européen des clubs

#### Europa FC
En tant que champion de Gibraltar en titre, l'Europa FC fait son entrée dans le premier tour de qualification de la Ligue des champions pour la première fois de son histoire, étant opposé au champion du Pays de Galles, The New Saints. Malgré une victoire en terre galloise au match aller sur le score de deux buts à un, les Gibraltariens ne parviennent pas à tenir leur avantage sur leur terrain et perdent 2-1 au terme du temps réglementaire avant d'être finalement vaincus lors de la prolongation.
| Équipe                                              | Aller                                               | Total                                               | Retour                                              | Équipe                                              |
| Ligue des champions - Premier tour de qualification | Ligue des champions - Premier tour de qualification | Ligue des champions - Premier tour de qualification | Ligue des champions - Premier tour de qualification | Ligue des champions - Premier tour de qualification |
| --------------------------------------------------- | --------------------------------------------------- | --------------------------------------------------- | --------------------------------------------------- | --------------------------------------------------- |
| *The New Saints                                     | 1 - 2                                               | 4 - 3                                               | 3 - 1 ap                                            | Europa FC                                           |

#### Lincoln Red Imps FC
Ayant disputé la Ligue des champions lors des trois dernières saisons, le Lincoln Red Imps intègre cette fois la Ligue Europa pour la première fois de son histoire, étant opposé au club chypriote de l'AEK Larnaca lors du premier tour de qualification. Défaits sèchement à l'aller à Chypre sur le score de 5-0, les rouge et blancs ne peuvent qu'obtenir le match nul à un partout lors du match retour à domicile et sont éliminés.
| Équipe                                       | Aller                                        | Total                                        | Retour                                       | Équipe                                       |
| Ligue Europa - Premier tour de qualification | Ligue Europa - Premier tour de qualification | Ligue Europa - Premier tour de qualification | Ligue Europa - Premier tour de qualification | Ligue Europa - Premier tour de qualification |
| -------------------------------------------- | -------------------------------------------- | -------------------------------------------- | -------------------------------------------- | -------------------------------------------- |
| *AEK Larnaca                                 | 5 - 0                                        | 6 - 1                                        | 1 - 1                                        | Lincoln Red Imps FC                          |

#### Saint Joseph's FC
Pour sa première participation en compétition européenne, le Saint Joseph's FC se voit opposé aux Chypriotes de l'AEL Limassol dans le cadre du premier tour de qualification de la Ligue Europa. Défaits à domicile sur le score de 4-0, les bleu et blancs sont vaincus une nouvelle fois à Chypre sur le score de 6-0.
| Équipe                                       | Aller                                        | Total                                        | Retour                                       | Équipe                                       |
| Ligue Europa - Premier tour de qualification | Ligue Europa - Premier tour de qualification | Ligue Europa - Premier tour de qualification | Ligue Europa - Premier tour de qualification | Ligue Europa - Premier tour de qualification |
| -------------------------------------------- | -------------------------------------------- | -------------------------------------------- | -------------------------------------------- | -------------------------------------------- |
| Saint Joseph's FC                            | 0 - 4                                        | 0 - 10                                       | 0 - 6                                        | *AEL Limassol                                |

### Coefficient UEFA des clubs engagés
Le parcours des clubs gibraltariens dans les compétitions européennes permet de déterminer leur coefficient UEFA, notamment utilisé dans le cadre des tirages au sort pour les compétitions européennes de la saison 2018-2019.
Ce classement est établi sur les résultats des clubs entre la saison 2013-2014 et la saison 2017-2018. Seuls les clubs gibraltariens sont ici présentés.
- Ligue des champions 2017-2018
- Ligue Europa 2017-2018

| Rang 2018 | Rang 2017 | Évolution | Club                | 2013-2014 | 2014-2015 | 2015-2016 | 2016-2017 | 2017-2018 | Coefficient |
| --------- | --------- | --------- | ------------------- | --------- | --------- | --------- | --------- | --------- | ----------- |
| 309       | 338       | +29       | Lincoln Red Imps FC | N/A       | 0.500     | 1.000     | 1.000     | 0.250     | 2.750       |
| 361       | 421       | +60       | Europa FC           | N/A       | 0.250     | 0.250     | 0.500     | 0.500     | 1.500       |
| 438       | -         | N/A       | Saint Joseph's FC   | N/A       | 0.000     | 0.000     | 0.000     | 0.250     | 0.250       |

### Coefficient UEFA du championnat gibraltarien
Le parcours des clubs gibraltariens dans les compétitions européennes permet de déterminer le coefficient UEFA de la fédération gibraltarienne, et donc les futures places en compétitions européennes allouées aux clubs de Gibraltar. Ce classement est établi sur les résultats des clubs entre la saison 2013-2014 et la saison 2017-2018.
| Rang 2018 | Rang 2017 | Évolution | Fédération     | 2013-2014 | 2014-2015 | 2015-2016 | 2016-2017 | 2017-2018 | Coefficient | Places en LC | Places en LC | Places en LC | Places en LC | Places en LC | Places en LC | Places en LE | Places en LE | Places en LE | Places en LE | Places en LE | Places en LE | Équipes en Lice | Équipes en Lice |
| Rang 2018 | Rang 2017 | Évolution | Fédération     | 2013-2014 | 2014-2015 | 2015-2016 | 2016-2017 | 2017-2018 | Coefficient | PG           | TB           | T3           | T2           | T1           | TP           | PG           | TB           | T3           | T2           | T1           | TP           | LC              | LE              |
| --------- | --------- | --------- | -------------- | --------- | --------- | --------- | --------- | --------- | ----------- | ------------ | ------------ | ------------ | ------------ | ------------ | ------------ | ------------ | ------------ | ------------ | ------------ | ------------ | ------------ | --------------- | --------------- |
| 50        | 50        | =         | Pays de Galles | 0,750     | 0,125     | 1,500     | 1,000     | 0,500     | 3,875       | -            | -            | -            | -            | 1            | -            | -            | -            | -            | -            | -            | 3            | 0               | 0               |
| 51        | 51        | =         | Îles Féroé     | 0,875     | 1,375     | 0,375     | 0,375     | 0,750     | 3,750       | -            | -            | -            | -            | 1            | -            | -            | -            | -            | -            | -            | 3            | 0               | 0               |
| 52        | 52        | =         | Gibraltar      | N/A       | 0,250     | 0,750     | 1,500     | 0,500     | 3,000       | -            | -            | -            | -            | -            | 1            | -            | -            | -            | -            | -            | 2            | 0               | 0               |
| 53        | 53        | =         | Andorre        | 0,333     | 0,500     | 0,166     | 0,166     | 0,166     | 1,331       | -            | -            | -            | -            | -            | 1            | -            | -            | -            | -            | -            | 2            | 0               | 0               |
| 54        | 54        | =         | Saint-Marin    | 0,333     | 0,000     | 0,000     | 0,000     | 0,166     | 0,499       | -            | -            | -            | -            | -            | 1            | -            | -            | -            | -            | -            | 2            | 0               | 0               |

Le classement UEFA de la fin de saison 2017-2018 donne le classement et donc la répartition et le nombre d'équipes pour les coupes d'Europe de la saison 2018-2019.